# 평산 유씨
평산 유씨(平山庾氏)는 황해북도 평산군을 본관으로 하는 한국의 성씨이다.
시조 유금필(庾黔弼)은 태조 왕건(太祖 王建)을 도와, 삼한통일에 공을 세워, 삼중대광통합삼한익찬공신(三重大匡統合三韓翊贊公臣)에 봉해졌다.

## 역사
시조 유금필(庾黔弼, ? ~ 941년)은 평주(平州 : 지금의 황해북도 평산군) 사람으로, 923년(태조 6) 마군장군(馬軍將軍)으로 골암진(鶻岩鎭)에 침입한 북번(北蕃)들을 평정했다. 925년 정서대장군(征西大將軍) 때 연산진(燕山鎭)에 침입한 백제 장군 길환(吉奐)을 죽이고 임존군(任存郡)을 공격, 전공을 세웠다. 태조를 도와 조물군(曹物郡)에서 견훤(甄萱)을 무찌르고 청주(淸州)에서 김훤(金萱)·애식(哀式) 등의 백제군을 독기진(禿岐鎭)까지 추격하여 대승을 거두었다. 931년(태조 14) 무고로 곡도(鵠島)에 유배 중, 대우도(大牛島)에 견훤이 침범, 전세가 불리하자 출전을 자원하여 적을 패주시키고 그 공로로 정남대장군(征南大將軍)이 되어 의성부(義城府)를 지켰다. 936년(태조 19) 도통(都統) 대장군이 되어 후백제를 정벌, 멸망시켰다. 성종 즉위 후 태사(太師)로 추증되었다.

## 인물
유금필의 손자 유방(庾方, ? ~ 1038년)은 1025년(현종 18) 문하시중(門下侍中)에 이르렀다.

## 분관
유금필의 5세 후손 유녹숭(庾祿崇)은 고려 숙종 때 추밀원사(樞密院使) 겸 태자빈객(太子賓客), 상서좌복야(尙書左僕射)를 역임하고, 무송부원군(茂松府院君)에 봉해지자 무송 유씨(茂松 庾氏)로 분관되었다.

## 고려 왕실과의 인척 관계
- 동양원부인 유씨(東陽院夫人 庾氏) : 고려 태조의 제9비

## 인구
- 1985년 133가구 548명
- 2000년 1,411가구 4,241명
- 2015년 617명